# Masashi Nakayama
Masashi Nakayama (jap. 中山 雅史 Nakayama Masashi; * 23. September 1967 in Okabe) ist ein ehemaliger japanischer Fußballspieler und heutiger Trainer.
Mit 157 erzielten Toren ist Nakayama Rekordtorschütze der J. League Division 1.
Sein 2012 aufgestellter Rekord als ältester Spieler (44 J.) in der höchsten japanische Fußballliga, wurde im September 2020 von Kazuyoshi Miura (53 Jahre) eingestellt.

## Karriere

### Spieler

#### Verein
Nakayama gab sein Profi-Debüt für Júbilo Iwata am 11. März 1994 und spielte dort anschließend bis 2009. Besonders erwähnenswert ist die Saison 1998, bei der Nakayama Torschützenkönig mit 36 erzielten Treffern wurde. Ihm gelang das Kunststück, in vier aufeinanderfolgenden Partien jeweils einen Hattrick erzielen zu können. Diese Leistung bescherte ihm sogar einen Eintrag im Guinness-Buch der Rekorde. Dreimal konnte er die Meisterschaft mit seinem Team feiern, zweimal wurde er Torschützenkönig. Seine durchschnittliche Trefferquote lag konstant bei einem Tor in zwei Spielen.
2010 wechselte er als 42-Jähriger zu Consadole Sapporo, kam hier jedoch oft nur symbolisch zum Einsatz, ein Tor erzielte er nicht. Nach einem einmütigen Einsatz bei einem Ligaspiel gegen die Yokohama F. Marinos, datiert am 24. November 2012, beendete er seine Karriere aufgrund Probleme mit seinen Knien zunächst.
Mitte September 2015 begann Nakayama, mit dem Viertligisten Azul Claro Numazu zu trainieren und unterzeichnete, mittlerweile 47 Jahre alt, wenig später seinen Vertrag.

#### Nationalmannschaft
Bei der WM 1998 trug Nakayama sich in die Geschichtsbücher ein, als er gegen Jamaika das erste Tor Japans in einer WM-Endrunde erzielen konnte. Außerdem hält er den Weltrekord für den schnellsten Hattrick auf internationalem Level: Gegen die Nationalmannschaft von Brunei erzielte er drei Tore in drei Minuten und drei Sekunden.
Bei der WM 2002 in Japan und in Südkorea war Nakayama im Kader und kam hier lediglich bei einem Vorrundenspiel gegen Russland zum Einsatz, als er in der 72. Minute für Takayuki Suzuki eingewechselt wurde.

### Trainer
Masashi Nakayama begann seine Karriere als Trainer 2019 als Co-Trainer der U18-Mannschaft seines ehemaligen Vereins Azul Claro Numazu. Hier stand er bis Saisonende 2020 unter Vertrag. Die Saison 2021 und 2022 war er Co-Trainer bei Júbilo Iwata. 2020 feierte er mit dem Verein die Meisterschaft der zweiten Liga| und den Aufstieg in die erste Liga. Nach einer Saison musste man am Saisonende 2021 wieder den Weg in die Zweitklassigkeit antreten. Nach dem Abstieg verließ er den Verein und unterschrieb zu Beginn der Saison 2023 einen Vertrag als Cheftrainer beim Drittligisten Azul Claro Numazu.

## Erfolge

### Verein
- AFC-Champions-League-Sieger: 1999
- Asian-Super-Cup-Sieger: 1999
- J. League Champions: 1997, 1999, 2002

### Nationalmannschaft
- Fußball-Asienmeisterschaft:1992

## Auszeichnungen
- J.League Most Valuable Player: 1998
- Torschützenkönig der J. League: 1998, 2000
- J. League Best Eleven: 1997, 1998, 2000, 2002
- Berufung in das AFC All Star Team: 1999